# Linares, Tây Ban Nha
Linares là một đô thị trong tỉnh Jaén, Tây Ban Nha. Dân số 60.622 người. Trên độ cao 419 mét so với mực nước biển và tổng diện tích là 195,15 km².

## Thành phố kết nghĩa
- Tomaszów Mazowiecki, Ba Lan
- Castres, Pháp